# Milena Apostolaki
Milena Apostolaki (Grieks: Μιλένα Αποστολάκη) (Athene, 21 februari 1965) is een Griekse onafhankelijke politica en de voormalige staatssecretaris voor Ontwikkelingssamenwerking van het kabinet-Papandreou. Op 1 november 2011 verliet zij de regerende PASOK-partij om als eenmansfractie verder te gaan. Aanleiding hiervoor was het feit dat ze het niet eens was met het door Giorgos Papandreou aangekondigde referendum.

## Leven en werk
Milena Apostolaki heeft rechten gestudeerd aan de Universiteit van Athene.
In 1989 trad zij in dienst van de juridische afdeling van Olympic Airlines. In 1992 werd zij partner bij een advocatenkantoor in Washington. Van 1993 tot 1995 was zij lid van het juridisch bureau van premier Andreas Papandreou. Van 1995 tot 2000 werkte ze als adviseur van het ministerie van Justitie en het ministerie van Cultuur en Ontwikkeling. Gelijktijdig was ze secretaresse van de commissie van grote publieke werken.  

In 2000 werd zij verkozen bij de verkiezingen van 09 april 2000 in het Griekse parlement voor PASOK. Op 07 maart 2004, 16 september 2007 en 4 oktober 2009 is zij herkozen. In dit laatste kabinet was zij  staatssecretaris voor Ontwikkelingssamenwerking.
Ze heeft plaats gehad in de parlementaire commissie van onderzoek en technologie, de parlementaire commissie van onderwijszaken en de commissie ter herziening van de grondwet.
Milena Apostolaki deelde op 1 november 2011 mee te stoppen als afgevaardigde van PASOK om als zelfstandige parlementslid verder te gaan. Zij noemde het omstreden voorstel om een referendum te houden over de verregaande bezuinigingen en te nemen maatregelen zoals afgedwongen door de Europese regeringsleiders "verkeerd en verdeeldheid zaaiend".
Door haar beslissing reduceerde de meerderheid van de regering Papandreou tot slechts 152 van de 300 zetels in het Griekse Parlement.

## Persoonlijk leven
Milena Apostolaki is gescheiden en heeft een zoon.